# Grand-parent
 (septembre 2024).

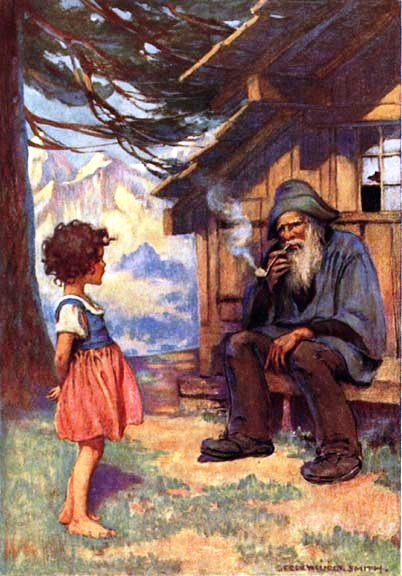
Heidi chez son grand-père.

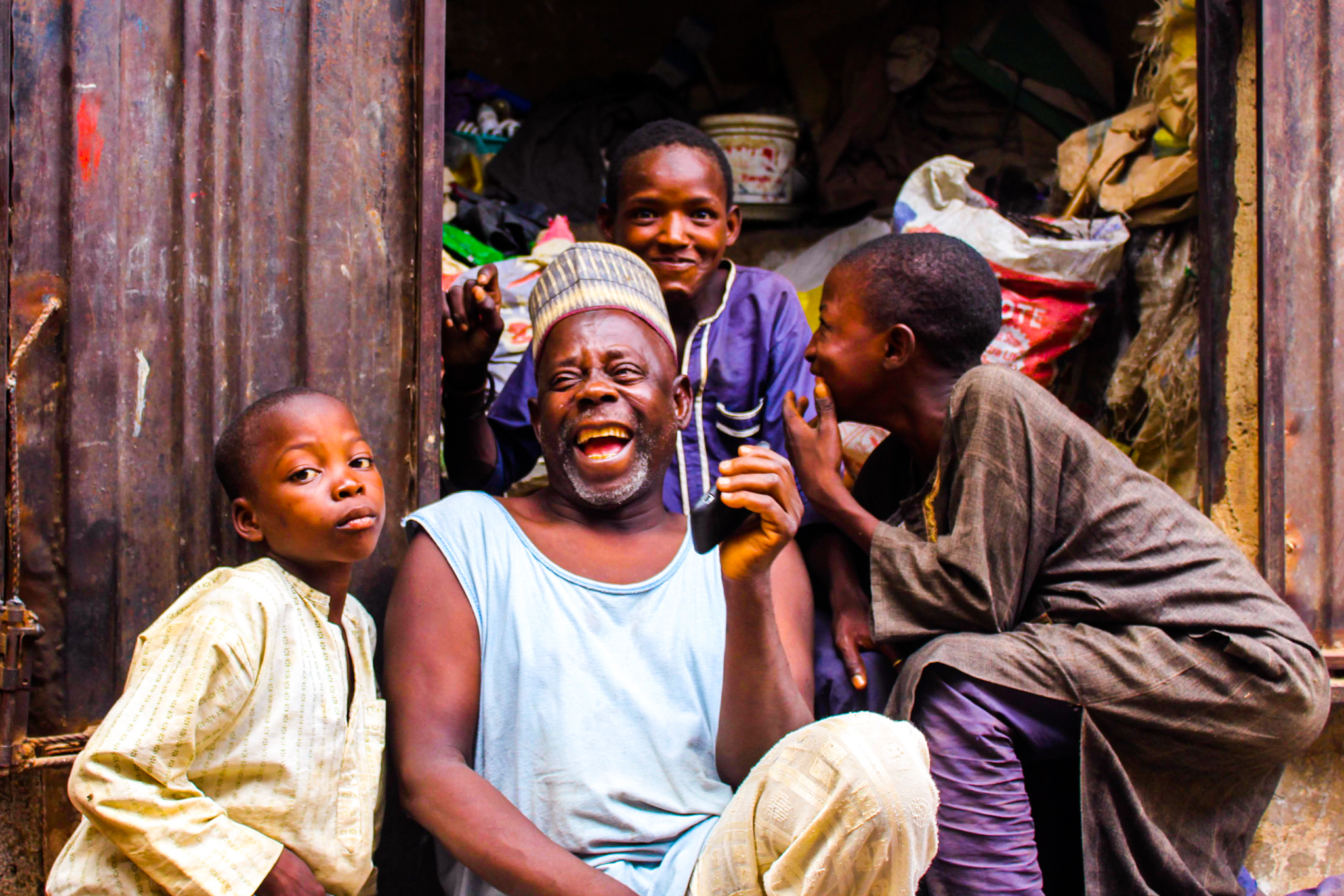
Grand-père au Nigeria.

Un aïeul désigne au sens large tout ascendant paternel ou maternel, alors qu'au sens restreint, il s'agit d'un grand-parent, c'est-à-dire l'un des parents des parents,,. C'est de ce second sens que traite le présent article.
Au pluriel, on dit aïeuls quand on veut désigner les grands-parents, les grands-pères ou les grands-mères (parfois aussi les arrière-grands-parents), tandis qu’aïeux signifie « ancêtres, ascendants » (incluant les aïeuls) ou plus largement « ceux qui ont précédé la génération actuelle ».

## En Belgique
Article 375 : « Les grands-parents ont le droit d'entretenir des relations personnelles avec l'enfant. Ce même droit peut être octroyé à toute autre personne, si celle-ci justifie d'un lien d'affection particulier avec lui. À défaut d'accord entre les parties, l'exercice de ce droit est réglé dans l'intérêt de l'enfant par le tribunal de la jeunesse à la demande des parties ou du procureur du Roi ».

## En France

### Histoire et anthropologie

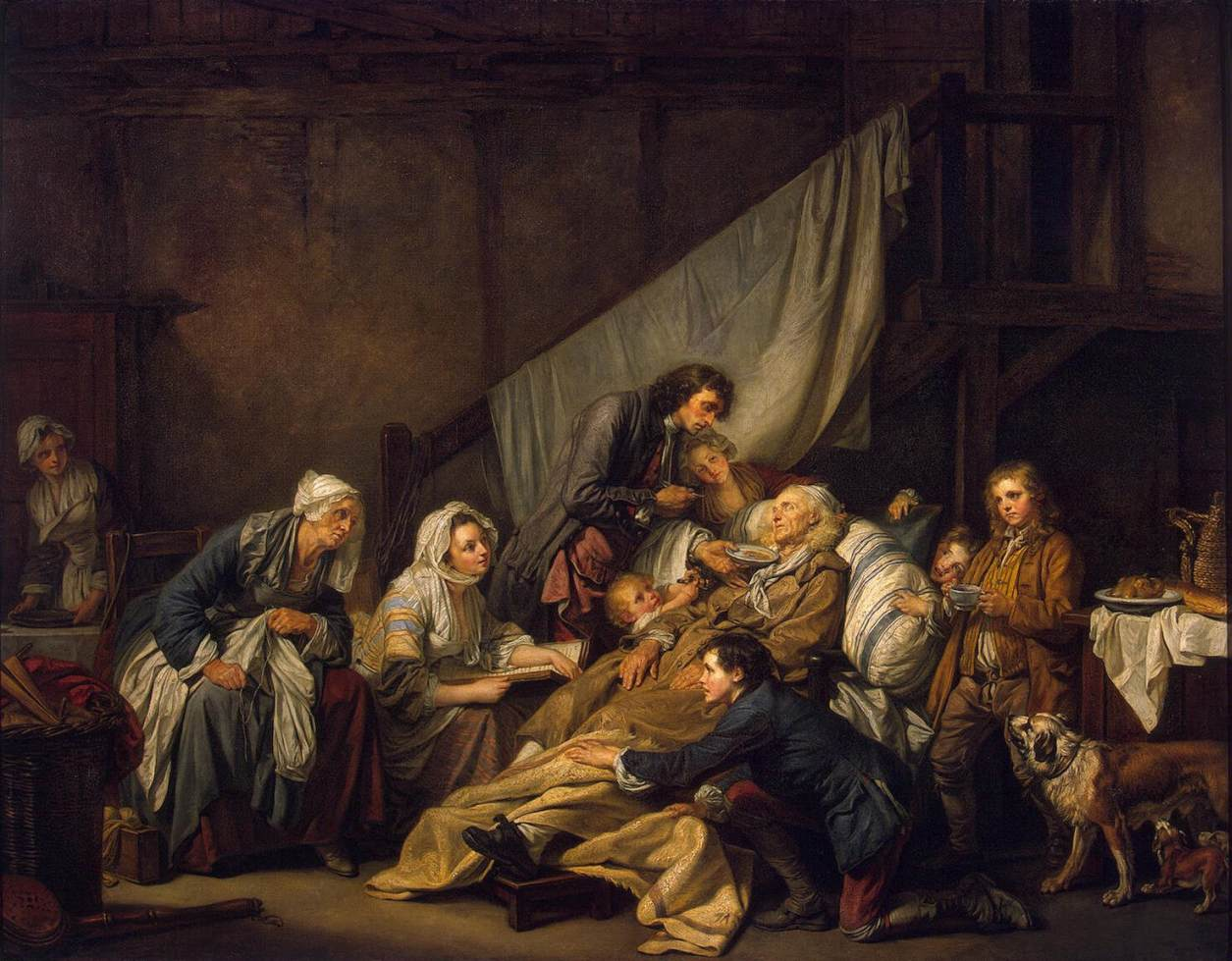
Toile de Jean-Baptiste Greuze, peintre des grands-parents modernes et de la piété filiale.

La représentation des aïeuls en tant que grands-parents est récente en France : Diderot invente au XVIIIe siècle les verbes grandpériser et grandmériser. Victor Hugo publie L'Art d'être grand-père en 1877.
D'après les registres paroissiaux et l'état civil français, à la fin du XVIIIe siècle un peu plus de la moitié des grands-parents est vivant à la naissance du petit-enfant, un tiers lorsque l'enfant a 10 ans et encore 10 % à 20 ans. Dans la France rurale de la fin du XVIIIe siècle, la majorité des systèmes familiaux sont de type famille nucléaire (les grands-parents ne cohabitent pas dans le foyer familial, ils y sont accueillis uniquement en fin de vie) mais dans des régions comme l'Alsace, l'ouest de la Bretagne, l'Occitanie ou le Pays de Savoie, les systèmes sont plus complexes, avec notamment la famille souche : le foyer abrite une succession de noyaux familiaux, le patriarche ayant l'autorité sur ce foyer, ce qui peut susciter des conflits, aussi ces cohabitations sont gérées dès le mariage par des actes notariés qui prévoient des « clauses d'insupport » pour partager l'espace domestique et les tâches en cas de conflit. 
Dans les villes du XIXe siècle, il n'y a en général pas de cohabitation (à l'exception des familles nobles et leur logique de lignage, modèle qui cependant décline après 1850) mais les familles bourgeoises abritent souvent toutes les branches familiales dans le même immeuble (ils se réunissent avec les grands-parents dans la maison de campagne lors des cousinades) tandis que dans le milieu ouvrier, les grands-parents logent dans le même quartier, la solidarité familiale restant forte : la mère travaillant hors domicile, les enfants sont souvent gardés par les aïeuls. 
Le Code civil reconnaît peu de droits aux grands-parents en ce qui concerne l'autorité parentale en France mais la jurisprudence à partir des années 1850 infléchit la législation familiale : un arrêt de la Cour de Cassation le 8 juillet 1857 reconnaît le droit de visite des grands-parents mais ce droit n'est consacré qu'à la suite de la loi du 4 janvier 1970 dans le cadre d'une refonte générale des lois de la famille en France.
Ainsi, à la vision lignagière du grand-parent du XVIIIe siècle, succède la vision « grand-parent gâteau » les siècles suivants. Cela se traduit par l'institutionnalisation des visites et des vacances chez les grands-parents, le tutoiement des petits-enfants envers les grands-parents qui se développe progressivement au XIXe siècle, l'avènement des  noms affectueux (papi et mami, pépé et mémé, papet et mamé dans le Sud de la France) donnés à la génération du papy boom à partir des années 1970 ou la progression de la garde grand-parentale qui marque une plus grande proximité affective et la déhiérarchisation des rapports.

### Droit: Relations personnelles des petits-enfants avec les grands-parents
L'article 371-4 du code civil protège les relations entre l'enfant mineur et ses grands-parents au nom de l'intérêt supérieur de l'enfant. Dans sa rédaction originale (1971) il était très explicite :  
« Les père et mère ne peuvent, sauf motifs graves, faire obstacle aux relations personnelles de l'enfant avec ses grands-parents. À défaut d'accord entre les parties, les modalités de ces relations sont réglées par le tribunal. »
— Article 371-4 du code civil alinéa 1er (ancienne rédaction)

La rédaction actuelle se veut plus large, il n'est plus question de grands-parents mais d'ascendant et l'objectif de respect de l'intérêt supérieur de l’enfant est rappelé. Elle énonce : 
« L'enfant a le droit d'entretenir des relations personnelles avec ses ascendants. Seul l'intérêt de l'enfant peut faire obstacle à l'exercice de ce droit. »
— Article 371-4 du code civil (nouvelle rédaction depuis 2013)
.
Celui-ci préserve les relations entre générations dont celle d'un enfant avec ses ascendants. Mais à condition que cela soit dans son intérêt et non dans celui d'une servitude sur autrui. C'est l'enfant qui a un droit et non l'ascendant. Le droit des grands-parents est dit relatif car il découle de l'enfant. Les grands-parents agissent au nom et pour l'intérêt de l'enfant.
Les juges aux affaires familiales privilégient toujours l’intérêt supérieur d’un petit enfant, lequel peut commander qu’il grandisse à distance de certains de ses ascendants. En effet « l'article 371-4 du Code civil ne présume pas que l'intérêt de l'enfant serait de rencontrer leurs grands-parents, mais se limite à dire que le droit pour l'enfant d'entretenir des relations personnelles avec ses ascendants peut être écarté si tel n'est pas l'intérêt de cet enfant, seul critère devant être retenu pour trancher le litige ».
Quelques exemples de jurisprudences allant dans ce sens :
- Il arrive que des grands-parents en demande de relations personnelles avec leur petit enfant aient  eux-mêmes été de mauvais parents, en raison de gros problèmes de personnalité, de carences graves, de maladies psychiatriques[13],[14].
- Certains ont été impliqués dans des affaires d’atteintes sexuelles sur leurs enfants[15].
- Parfois ils continuent d’être violents envers leurs enfants devenus parents[16].
- Certains grands-parents dénoncent les parents pour maltraitance, déclenchant des enquêtes sociales n’ayant pas lieu d’être, mais fort dommageables pour l’équilibre familial des petits-enfants, et enveniment définitivement les relations encore existantes[17].
- Il est constant qu’une mésentente sévère est contraire à l’intérêt des petits-enfants[18],[19],[20].
- De même qu’un conflit familial qui perdure, lorsqu’il est aigu, intense, non résolu, entretenu par les grands parents qui perturbent l’équilibre familial de l’enfant, sa sérénité à l’école par exemple[21],[22].
- Les conflits prennent parfois une tournure particulièrement pénible lors du décès prématuré de l’un des parents, les grands parents vivant leur deuil de manière inappropriée[23].

### Droit de succession
En droit français, les grands-parents ont vocation à succéder à leurs petits-enfants dans certains cas. Cela suppose qu'ils survivent au décès du petit-enfant, que ce dernier n'a pas de descendance ni de frère et sœur, et que son parent, enfant des grands-parents, soit pré-décédé. En application de la théorie de la fente, les grands-parents recueillent la part revenant à la branche, paternelle ou maternelle, qu'ils représentent, c'est-à-dire la moitié (article 737 du Code civil français).
L'autre moitié de la succession est recueillie par l'autre branche de la famille, à moins qu'il n'y ait pas d'ascendant dans celle-ci. Dans ce cas, les grands-parents en question recueillent toute la succession et évincent les collatéraux (article 748 alinéa 3 du Code civil).
La règle de la fente doit être retenue, même si elle s'oppose à la lecture de la loi du 3 décembre 2001 qui imposerait la règle dite de l'ordre (article 734 du code civil). Dans ce cas, si un parent direct (père ou mère) est vivant dans l'autre branche, il évince les grands-parents. Le législateur de 2001 ne fut pas très clair. La règle de la fente était celle du droit antérieur à la réforme de 2001. Elle est la solution retenue par la pratique notariale et par le nouvel article 738-1 de la dernière réforme du droit des successions du 23 juin 2006, applicable à toutes les instances en cours au 1er janvier 2008.
Ainsi, en cas de survie d'un ou des grands-parents d'une branche, et d'un parent (père et/ou mère) de l'autre branche, la succession est dévolue pour moitié à chacune des branches.
En présence d'un conjoint survivant du petit-enfant décédé, ou bien des deux parents, les grands-parents n'ont aucune vocation successorale (articles 731 et 757-1 du code civil).
Dans tous les cas, les grands-parents bénéficient d'une créance d'aliments s'ils sont dans le besoin (article 758 du code civil).
La succession des grands-parents décédés est dévolue à leurs descendants, selon la règle dite de l'ordre (article 734 du code civil).
En l'absence de testament, la succession est dite ab intestat, et se règle ainsi, selon le droit commun.

## Au Canada

### Québec
Article 611 : « Les pères et mères ne peuvent sans motif grave faire obstacle aux relations personnelles de l'enfant avec ses grands-parents. À défaut d'accord entre les parties, les modalités de ces relations sont réglées par le tribunal. » 
Article 33 : « Les décisions concernant l'enfant doivent être prises dans son intérêt et dans le respect de ses droits.
Sont pris en considération, outre les besoins moraux, intellectuels, affectifs et physiques de l'enfant, son âge, sa santé, son caractère, son milieu familial et les autres aspects de sa situation. »
Article 577 : « L'adoption confère à l'adopté une filiation qui se substitue à sa filiation d'origine.
L'adopté cesse d'appartenir à sa famille d'origine. »
Il n'existe pas d'adoption simple (sans rupture du lien de filiation) au Québec. En cas d'adoption, les grands-parents biologiques ne peuvent donc plus invoquer l'article 611.

## En Suisse
En Suisse, la relation des petits-enfants avec leurs grands-parents est protégée par l'article 274a du code civil suisse : 
« Dans des circonstances exceptionnelles, le droit d'entretenir des relations personnelles peut aussi être accordé à d'autres personnes, en particulier, à des membres de la parenté, à condition que ce soit dans l'intérêt de l'enfant. »
Les grands-parents souhaitant bénéficier d’un droit d’accueil doivent démontrer en justice que ces circonstances exceptionnelles sont effectives. 
En tant que simple tiers, les grands-parents n’ont pas de droit de visite légal en Suisse. Une motion a été rejetée en septembre 2012.

## Pour approfondir